# Bodø
Bodø è un comune e una città della Norvegia settentrionale situata nella contea di Nordland, della quale è capoluogo amministrativo.
È stata scelta per essere capitale europea della cultura nel 2024 insieme a Tartu e Bad Ischl.

## Etimologia
La città prende il nome dalla fattoria "Bodøgård" (norreno: Boðvin), in quanto proprio sul suolo di questa iniziò a nascere e svilupparsi l'odierna Bodø. Il nome della fattoria potrebbe però essere composto a sua volta da due elementi: il primo (boði) sta per "roccia affondata" o anche "scoglio", mentre il secondo (vin) potrebbe significare "prato" o "pascolo". La "ø" finale nel nome potrebbe derivare dall'antica forma "øy" che vuol dire "isola".

## Storia

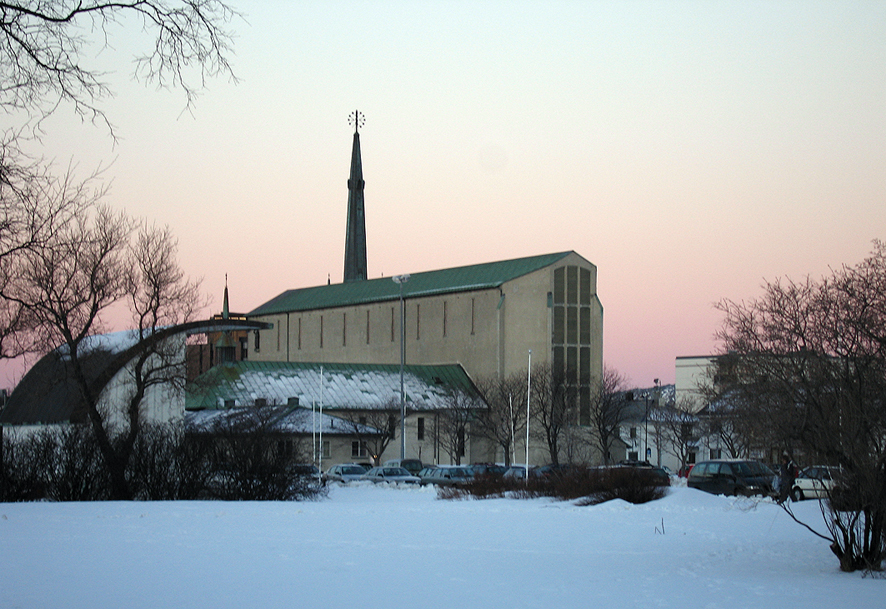
Il duomo di Bodø

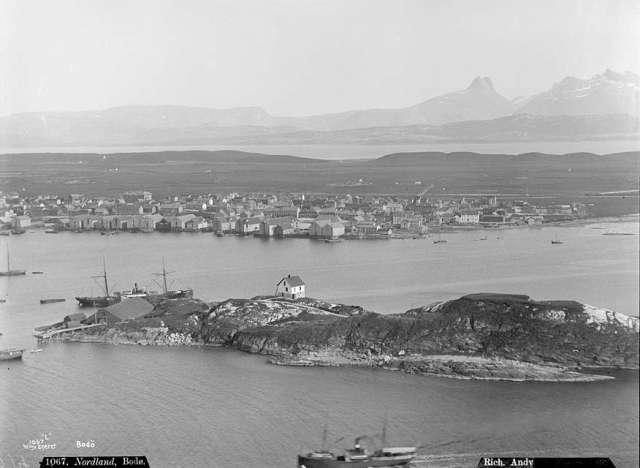
La baia di Bodø nel 1880.

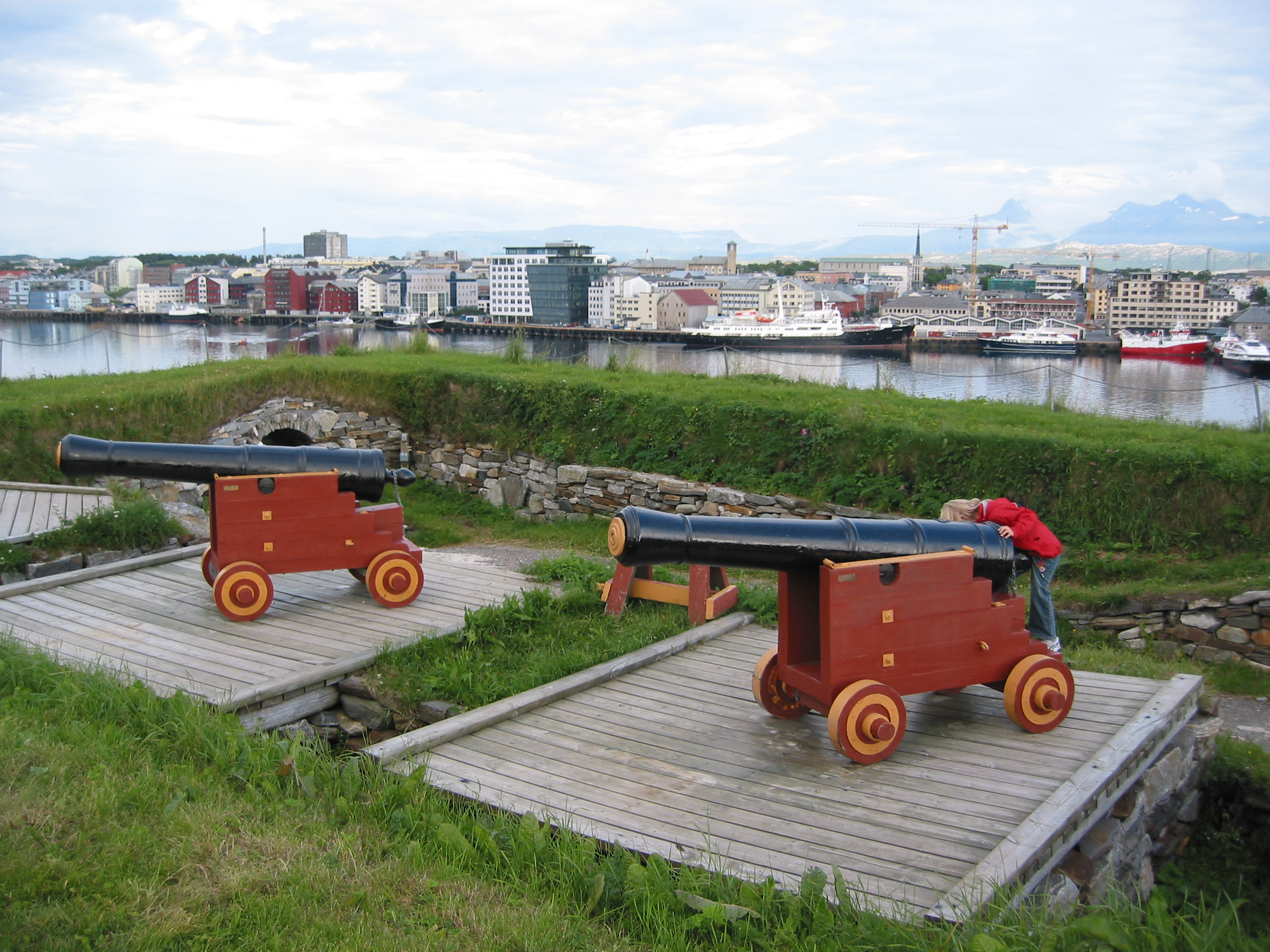
Nyholms Skandse, Bodø.

Nel 1816 il villaggio di Bodø ricevette il riconoscimento di città ed è attualmente il capoluogo della contea di Nordland. All'epoca c'era infatti la necessità di avere un centro alternativo a Bergen per il commercio del pesce. Da lì iniziò la fortuna di Bodø, che nel 1838 divenne un comune. Cento anni dopo, il 1º gennaio 1938 una parte della cittadina di Bodin (con 559 abitanti) fu inglobata nella città di Bodø; la parte rimanente della città con gli altri 1 303 abitanti fu inglobata il 1º gennaio 1959.
Nel frattempo, il 27 maggio 1940, durante la seconda guerra mondiale, venne rasa al suolo dai tedeschi. I senzatetto furono migliaia ma la Svezia aiutò moltissimo la città costruendo 107 nuovi appartamenti nell'inverno dello stesso anno. La ricostruzione di Bodø, però, terminò solamente nel 1959, quasi contemporaneamente all'accorpamento con Bodin.
Bodø acquistò molta fama nel 1960 quando l'aereo americano U-2 pilotato da Francis Gary Powers, venne abbattuto sull'Unione Sovietica nel suo tragitto dal Pakistan a Bodø. Nel 1984, anche i piccolissimi villaggi di Tårnvika ed Øygården (che sommati arrivavano a 22 abitanti) furono fusi col capoluogo, che si vide accorpare definitivamente nel 2005 anche il villaggio di Skjerstad.

### Seconda guerra mondiale
Gran parte della città fu distrutta durante un attacco della Luftwaffe il 27 maggio 1940. All'epoca, Bodø era popolata da 6 000 persone, di cui ben 3 500 si ritrovarono senza una casa dopo l'evento e 15 persero la vita (due soldati inglesi e tredici abitanti del posto). La carenza di abitazioni fu tale che il vicino governo svedese nell'inverno a cavallo tra il 1940 e il 1941 offrì il proprio aiuto e contribuì alla costruzione di 107 nuovi appartamenti, che furono costruiti molto vicini l'uno all'altro appena al di fuori del centro cittadino. Questa piccola area, oggi invece in pieno centro, è perciò chiamata ancora oggi "Svenskebyen" ("La città svedese").

## Geografia fisica

### Territorio

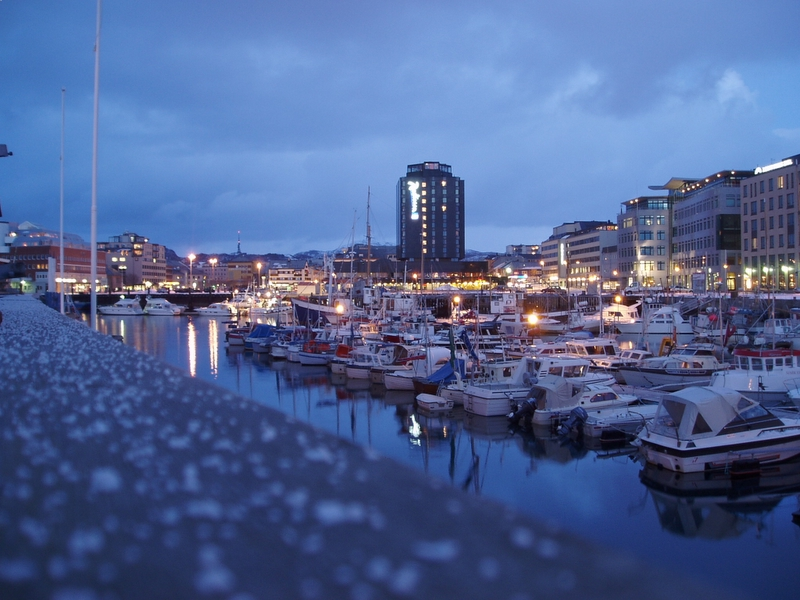
Il porto di Bodø

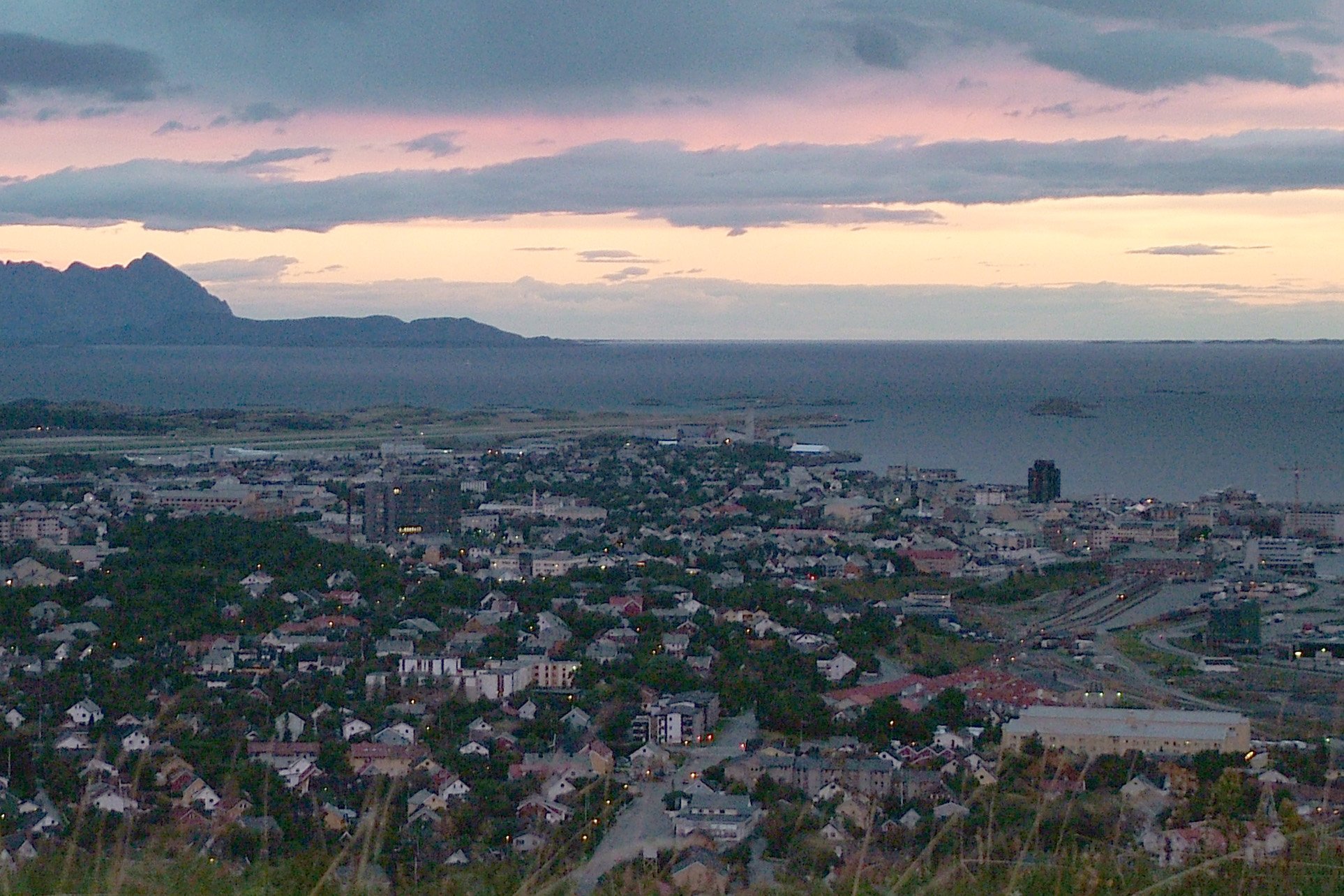
Bodø è una città piuttosto compatta. L'aeroporto (sopra a sinistra), la baia (sopra a destra) e la stazione ferroviaria (sotto a destra) sono tutti raggiungibili a piedi l'uno dall'altro.

Bodø è situata nella parte settentrionale del paese, poco oltre il circolo polare artico, dove il sole di mezzanotte è comunque già teoricamente visibile dal 2 giugno al 10 luglio. Tuttavia, in inverno a causa del fenomeno della rifrazione, non c'è una vera e propria notte polare a Bodø, ma a causa delle montagne a sud di essa, il sole non è visibile dagli inizi di dicembre a metà gennaio. Il numero medio di ore di sole a Bodø è più alto a giugno, con 221 ore.
A circa 30 chilometri a sud-est di Bodø vi è la corrente di marea più forte del mondo, la Saltstraumen, con una velocità dell'acqua che raggiunge 22 nodi (41 km/h; 25 mph). Kjerringøy è un antico villaggio sorto per motivi commerciali ben conservato sulla costa a circa 40 chilometri a nord di Bodø. Grazie alla sua posizione panoramica e alle sue costruzioni caratteristiche, molti film sono stati girati in questo piccolo porto, tra cui Benoni og Rosa (basato sul romanzo di Knut Hamsun), I Am Dina (basato invece sul romanzo di Herbjørg Wassmo) e Telegrafisten (vincitore del Premio Amanda 1993 come miglior film nordico).
Lo Skjerstadfjorden, a est di Bodø, è messo in collegamento per tramite del Saltstraumen al Saltfjorden, che a sua volta termina nel Vestfjorden. La regione è molto ricca di laghi, tra cui il Fjærvatnet, il Gjømmervatnet, l'Heggmovatnet, il Soløyvatnet, il Valnesvatnet ed il Vatnvatnet.
Nei dintorni di Bodø sono presenti anche numerose isole. Nel Saltfjorden si trovano le isole di Straumøya e di Knaplundøya, che sono collegate alla terraferma con numerosi ponti, come l'Åselistraumen, l'Indre Sunnan e il Saltstraumen. Altre isole come Landegode, Helligvær, Bliksvær e Karlsøyvær si trovano invece nel Vestfjorden, sulle cui coste ci sono anche diversi fari come quelli di Bjørnøy, di Grytøy, di Landegode, di Nyholmen e di Tennholmen.

### Clima
Situata su una penisola che si protende verso il Mar di Norvegia, Bodø è una delle città più ventose del paese. A dispetto della sua posizione di poco a nord del circolo polare artico, la città ha un clima subpolare oceanico, con inverni non troppo freddi ed estati fresche. In genere, la copertura nevosa durante l'inverno è scarsa, non solo a causa del vento, ma anche a causa delle frequenti piogge che sciolgono la neve; piogge abbondanti dovute proprio al fatto che la penisola è protesa direttamente verso l'oceano, senza barriere naturali, il che contribuisce a tenere le temperature "più alte" di quanto la latitudine lasci pensare; inoltre vi passa la Corrente del Golfo.
Durante il corso dell'anno la temperatura in genere varia tra i −4 °C e i 16 °C e molto raramente scende al di sotto dei −10 °C e sale al di sopra dei 22 °C. In particolare, la stagione calda dura da metà giugno a inizio settembre, mentre la stagione fredda va da metà novembre a fine marzo.
La durata del giorno, invece, cambia in modo significativo nel corso dell'anno. Bodø è appena a nord del circolo polare artico. Questo si traduce in fenomeni come il sole di mezzanotte in estate e la notte polare in inverno. Il primo si verifica ogni anno con differenze di qualche giorno e dipende anche dalla posizione dell'osservatore: si può comunque asserire che in generale il sole appare sopra l'orizzonte ininterrottamente dal 31 maggio all'11 luglio, per ben quarantuno giorni. Al contrario, il sole non sorge mai a dicembre e a gennaio.
Per quanto invece riguarda le precipitazioni, bisogna dire che le più comuni sono la neve e la pioggia. I temporali a Bodø sono insoliti, ma possono verificarsi in qualsiasi periodo dell'anno ed essere talvolta molto violenti. Durante l'inverno, invece, è la neve a dominare il clima locale. Gli accumuli nevosi giungono ogni anno a una profondità media di circa 24 cm, anche se può capitare che in alcuni anni particolarmente nevosi si superino i 49 cm.
Infine, per quanto riguarda il vento, esso va in genere dai 7 nodi (Brezza tesa secondo la scala di Beaufort) ai 27 nodi (Vento fresco secondo la stessa scala), superando raramente i 33 (Vento forte). Nella maggior parte dei casi, il vento soffia da est, da ovest e da sud-ovest.
Il mese più freddo fu il febbraio 1966 con una temperatura media di −8,9 °C, mentre il più caldo fu il luglio 1937 con una media di 17,1 °C. Negli ultimi anni le temperature sono state tendenzialmente più calde della media.
| Mese                         | Mesi | Mesi | Mesi  | Mesi  | Mesi  | Mesi  | Mesi  | Mesi  | Mesi | Mesi | Mesi | Mesi | Stagioni | Stagioni | Stagioni | Stagioni | Anno    |
| Mese                         | Gen  | Feb  | Mar   | Apr   | Mag   | Giu   | Lug   | Ago   | Set  | Ott  | Nov  | Dic  | Inv      | Pri      | Est      | Aut      | Anno    |
| ---------------------------- | ---- | ---- | ----- | ----- | ----- | ----- | ----- | ----- | ---- | ---- | ---- | ---- | -------- | -------- | -------- | -------- | ------- |
| T. max. media (°C)           | 1    | 0    | 1     | 5     | 9     | 13    | 16    | 15    | 12   | 7    | 4    | 2    | 1        | 5        | 14,7     | 7,7      | 7,1     |
| T. media (°C)                | −0,5 | −1,5 | −0,5  | 3,5   | 7,5   | 11,0  | 14,0  | 13,0  | 10,0 | 5,5  | 2,5  | 0,5  | −0,5     | 3,5      | 12,7     | 6,0      | 5,4     |
| T. min. media (°C)           | −2   | −3   | −2    | 2     | 6     | 9     | 12    | 11    | 8    | 4    | 1    | −1   | −2       | 2        | 10,7     | 4,3      | 3,8     |
| Precipitazioni (mm)          | 86   | 64   | 68    | 52    | 46    | 54    | 92    | 88    | 123  | 147  | 100  | 100  | 250      | 166      | 234      | 370      | 1 020   |
| Ore di soleggiamento mensili | 8,1  | 43,0 | 114,0 | 158,7 | 218,8 | 220,7 | 172,0 | 166,0 | 98,4 | 54,3 | 16,3 | 0,4  | 51,5     | 491,5    | 558,7    | 169,0    | 1 270,7 |

### Flora e fauna
Bodø è una città che ha molto da offrire agli escursionisti. Infatti, a 8,5 km a nord si trova il parco del "Geitvågen", popolato da un gran numero di aquile di mare dalla coda bianca. Nei dintorni è presente anche il Parco nazionale Sjunkhatten, insieme a 17 aree naturali protette. Qui è possibile ammirare la presenza della roccia in posto, e di pini costieri.

## Infrastrutture e trasporti
La città è raggiungibile per via aerea dall'aeroporto di Bodø (IATA: BOO, ICAO: ENBO), hub della compagnia aerea Widerøe e scalo tecnico di altre compagnie regionali che la collegano ai territori dell'Helgeland, e delle isole Lofoten e Vesterålen.

## Sport

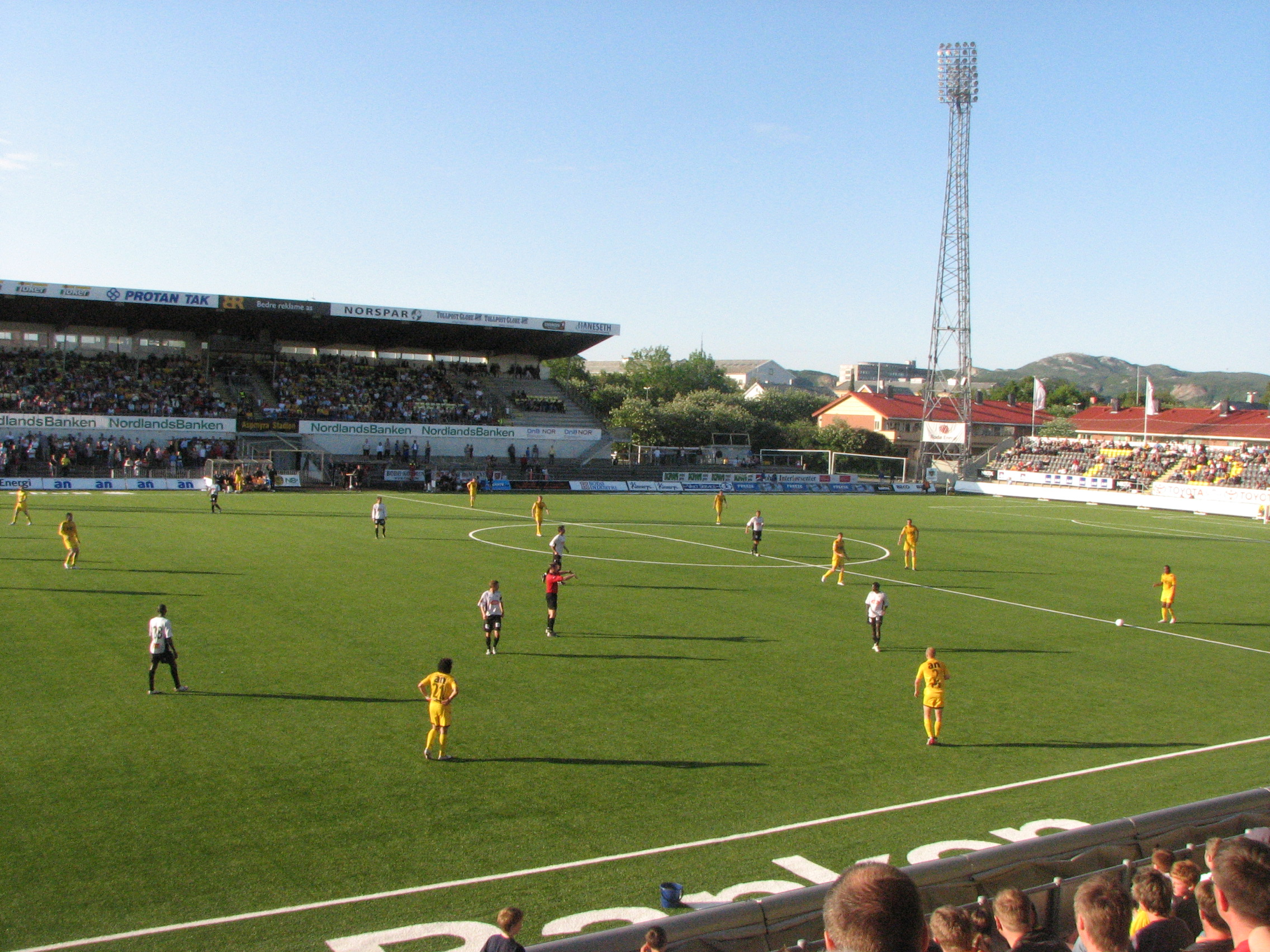
L'Aspmyra Stadion.

La principale squadra di calcio della città è il Bodø/Glimt, che milita in Eliteserien, il primo livello del campionato di calcio norvegese. Oltre a questa, esistono anche una squadra femminile di calcio (il Grand Bodø) e due squadre di pallamano, l'una maschile (il Bodø Håndballklubb) e l'altra femminile (lo Junkeren).
La principale struttura sportiva della città è l'Aspmyra Stadion, casa del Bodø/Glimt e sede di una sola partita internazionale in tutta la sua storia, un Norvegia-Islanda del 2002.